# Native Client
Native Client (NaCl) — технология песочницы для запуска кода на платформах x86, x86-64, ARM и MIPS, позволяющая безопасно запускать машинный код непосредственно в браузере независимо от операционной системы со скоростью, приближённой к запуску машинного кода. Эта технология также может быть использована для создания защищённых плагинов для браузера, частей какого-либо приложения либо самих приложений, например ZeroVM.
Чтобы показать готовность технологии, 9 декабря 2011 года Google представила игру с богатой графикой (на данный момент игра уже недоступна). NaCl использует аппаратное ускорение 3D-графики через OpenGL ES 2.0, запускаясь в песочнице local storage с возможностью полноэкранного режима и взаимодействием с мышью.
Переносимый Native Client (англ. Portable Native Client, сокр. PNaCl) — это архитектурно-независимая версия данной технологии. Приложения PNaCl используют технологии AOT-компиляции. Основная идея NaCl (запуск машинного кода в браузере) была реализована ещё в ActiveX, которая имеет множество проблем с безопасностью. Технология NaCl избегает этого, используя песочницу.
Существует альтернатива NaCl под названием asm.js, которая так же позволяет компилировать приложения, написанные на Си или C++, для запуска непосредственно в браузере (со скоростью, приближенной к машинному коду), поддерживает AOT-компиляцию и притом является подмножеством языка JavaScript, т. е. обратно совестима с браузерами, не имеющими её встроенной поддержки. Ещё одной альтернативой NaCl (хотя и изначально основанной на PNaCl) является WebAssembly.
12 октября 2016 в баг-трекере проекта Chromium появился комментарий, упоминающий о роспуске команд, работающих над Google's Pepper и Native Client.
30 мая 2017 Google объявила об отказе от PNaCl в пользу WebAssembly. Изначально Google планировала удалить PNaCl в первом квартале 2018 года, а позже и во втором квартале 2019 года, но окончательно PNaCl был удалён в июне 2022 года (вместе с приложениями Chrome).

## Описание
Native Client является проектом с открытым исходным кодом. К настоящему времени Quake, XaoS, Battle for Wesnoth, Doom, Lara Croft and the Guardian of Light, From Dust и MAME, а также система программного синтезирования звука Csound были портированы на Native Client. Технология доступна в браузере Google Chrome начиная с версии 14 и активирована по умолчанию начиная с версии 31, в которой был официально представлен Portable Native Client (PNaCl).
Реализация технологии на платформе ARM была выпущена в марте 2010. Платформы x86-64, IA-32 и MIPS поддерживались изначально.
Для запуска при помощи технологии PNaCl приложение должно быть скомпилировано в архитектурно-независимый байт-код формата LLVM. Созданные таким образом исполняемые файлы называются PNaCl executable (pexe). Средства сборки PNaCl производят .pexe файлы; NaCl — .nexe. .nexe файлы имеют сигнатуру 0x7F 'E' 'L' 'F' (т.е. являются ELF файлами). Chrome для запуска транслирует pexe в архитектурно-зависимые исполняемые файлы.
NaCl использует программное обнаружение ошибок и защиту песочницы в платформах x86-64 и ARM. Реализация в x86-32 отличается новым способом организации песочницы. По технологии песочницы Native Client устанавливает свои сегменты памяти в архитектуре x86. Также используется верификатор кода для предотвращения вызова небезопасных системных вызовов. Для предотвращения перехода в незащищённую часть вызова Native Client требует, чтобы все косвенные переходы начинались с 32-байт-выровненных блоков, кроме того, инструкциям не разрешается покидать данные блоки. Из-за этих ограничений код, написанный на Си или C++, должен быть перекомпилирован особым образом для запуска с применением технологии Native Client, что может быть сделано с помощью специализированных версий GNU toolchain, в частности, GNU Compiler Collection, GNU Binutils и LLVM.
Native Client использует Newlib в качестве стандартной библиотеки языка Си, однако порт GNU C Library также доступен.

## Pepper
Pepper API — кроссплатформенное свободное API для создания модулей для Native Client. Плагин Pepper API (англ. Pepper Plugin API, сокр. PPAPI) — кроссплатформенное API для защищённых технологией Native Client плагинов, основанное на NPAPI, но полностью переписанное. На данный момент используется в Chromium-подобных браузерах для запуска PPAPI-версии Adobe Flash и встроенной программы просмотра PDF-файлов.

### PPAPI
12 августа 2009 на странице Google Code был представлен проект Pepper, связанный с разработкой плагина Pepper API, на которой было написано, что PPAPI — набор модификаций NPAPI для создания подобных плагинов более переносными и безопасными. Плагин был создан для лёгкой реализации запуска вне процесса. В дальнейшем целью проекта стало обеспечение основы для создания полностью кроссплатформенных плагинов. Планировалось реализовать данные технологии:
- Универсальная семантика NPAPI для всех браузеров.
- Запуск в отдельном процессе от самого браузера.
- Стандартизация процесса рендеринга, используя браузер.
- Определение стандартных событий и растеризация 2D функций.
- Основа для 3D графики.
- Плагин регистраций.

В дальнейшем использование PPAPI помогло реализовать поддержку геймпадов и WebSocket.
Начиная с 13 мая 2010 года Chromium стал единственным браузером, поддерживающим новую модель плагинов. Mozilla Firefox не поддерживает Pepper, так как нет полной спецификации API за пределами её реализации в Chrome, которая была создана только для браузерного движка Blink. По состоянию на 2016 год Pepper поддерживается в Chrome, Chromium и браузерах на Blink, например Opera.

## Проекты на Native Client
Существует сайт The Go Playground Архивная копия от 17 ноября 2021 на Wayback Machine, использующий данную технологию для того, чтобы позволить экспериментировать с Go прямо в браузере.
- Folding@home Архивная копия от 11 декабря 2016 на Wayback Machine Проект Folding@home прямо в браузере используя технологию nacl

## Реакция общества
Чад Остин (англ. Chad Austin, создатель IMVU) похвалил путь Native Client по созданию высокопроизводительных приложений для веб (с производительностью всего лишь на 5 % меньше машинного кода), в то же время позволяя развивать клиентские приложения, предоставляя возможность выбора языка программирования (кроме JavaScript).
Джон Кармак, совладелец компании Id Software, упомянул Native Client на QuakeCon 2012: 
|  | Если вам нужно сделать что-то в браузере, куда более интересен Native Client, который начался как по-настоящему умный хак x86, с помощью которого возможно сделать нужное, не выходя из песочницы уровня доступа пользователя. Теперь есть динамическая перекомпиляция, и то, что вы пишете на C или C++, компилируется в нечто, что не является высокооптимизированным машинным кодом, но чрезвычайно близко к машинному коду. Вы можете делать любые сумасшедшие операции с указателями и всё прочее, что привыкли делать разработчики игр на уровне железа.Кармак, Джон |

Вице-президент Mozilla Джей Салливан (англ. Jay Sullivan) сообщил, что у Mozilla нет планов запускать машинный код в браузере, так как 
|  | Эти нативные приложения являются чёрными ящиками на веб-странице. […] Мы верим в технологию HTML, и именно в неё мы вложим свои силы.Джей Салливан (англ. Jay Sullivan) |

Сотрудник Mozilla Кристофер Близзард раскритиковал технологию NaCl, утверждая, что машинный код ни в коей мере не должен быть использован в вебе. Также он сравнил NaCl с технологией Microsoft ActiveX, которая достигла ситуации DLL hell.
Хокон Виум Ли (норв. Håkon Wium Lie), технический директор Opera, верит, что 
|  | NaCl как будто «стремится в те старые плохие времена, до веба» […] Суть Native Client в построении новой платформы — или портировании старой в веб […] что привнесёт сложность и проблемы безопасности и лишит веб-платформу внимания.Хокон Виум Ли (норв. Håkon Wium Lie) |

Брендан Эйх, технический директор Mozilla, сказал, что ECMAScript 6 вполне достаточно, чтобы удовлетворить все потребности в создании приложения для веб.